# Linia kolejowa Radebeul Ost – Radeburg
Linia kolejowa Radebeul Ost–Radeburg (niem. Lößnitzgrundbahn) – wąskotorowa linia kolejowa w Niemczech, w kraju związkowym Saksonia. Łączy stację Radebeul Ost i Radeburg.